# Jens Paludan-Müller (Historiker)

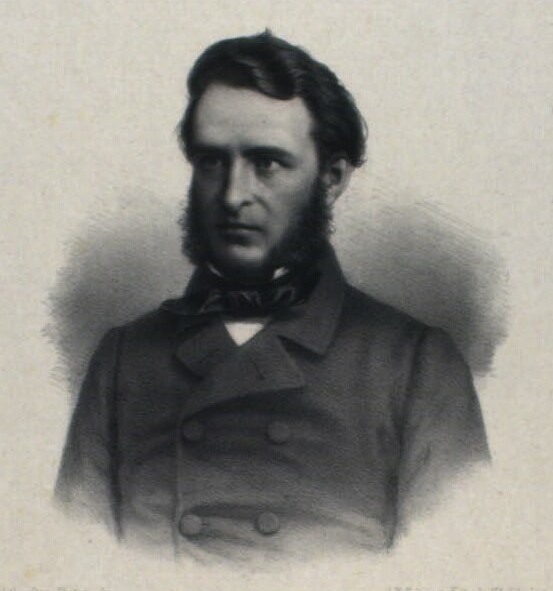

Jens Paludan-Müller (* 10. März 1836 in Odense; † 6. Februar 1864) war ein dänischer lutherischer Theologe und Historiker.

## Leben
Paludan-Müller war der einzige Sohn des Lehrers und späteren Geschichtsprofessors Caspar Paludan-Müller. Nach dem Abitur am Gymnasium von Nykøbing Falster im Jahr 1855 studierte er Evangelische Theologie an der Universität Kopenhagen und legte 1862 das theologische Examen ab. Anschließend verfasste er eine Preisschrift zur Geschichte Gotlands im 14. bis 16. Jahrhundert, mit der er 1863 den Universitätspreis gewann. Im Deutsch-Dänischen Krieg diente er als Rekrut und wurde schon während seines ersten Einsatzes in der Schlacht von Oeversee erschossen.
Die Preisschrift wurde 1855 von Paludan-Müllers Vater herausgegeben. Im Garten von Borchs Kollegium in Kopenhagen, seinem Wohnort während des Studiums, wurde ein Gedenkstein aufgestellt.

## Schriften (Auswahl)
- Gullands Forhold til Danmark og Sverige i det 14., 15. og 16. Aarhundrede (1855)